# Carolina Olivia Dorph
Carolina (Charlotta) Olivia Dorph, född Falkenholm 26 september 1838 i Norrköping, Östergötlands län, död 8 mars 1912 i Lidingö församling, Stockholms län, var en svensk hushållsföreståndare.

## Biografi
Carolina Olivia Dorph föddes 1838 i S:t Olai församling i Norrköping. Hon var dotter till fabrikören Carl Fredric Falkenholm och Carolina Ulrica Lind. 1858 flyttade hon till Stockholm.
Den 28 oktober 1859 gifte hon sig med lantmätaren och nivellören Herman Victor Dorph (1818-1879), född 20 oktober 1818 i Landskrona garnisonsförsamling. Samma år flyttade paret till Nedre Ullerud i Värmlands län. 1860 föddes dottern Inger Karolina Eleonora. 1862 flyttade familjen till Karlstad och samma år föddes sonen Victor. 1864 föddes ytterligare en son, Sven Wilhelm. 1865 flyttade familjen till Stockholm och samma år föddes dottern Ruth Sofia. 1870 flyttade familjen till Vänersborg och där föddes ytterligare tre döttrar - Sif Beata 1871, Julie Marta 1872 och Karin Ester Olivia 1876.
Herman Victor Dorph var kapten vid Värmlands regemente och åren 1873-1879 (fram till sin död) direktör vid Älvsborgs läns straffängelse i Vänersborg. Tre år efter makens död, 1882, flyttade Carolina med barnen till Göteborg och sex år senare, 1888, till Stockholm.
Vid 1900 års folkräkning omnämns hon som Charlotta Olivia Dorph. Hon kan ha bytt förnamn efter förra folkräkningen 1890 eller så är det en felskrivning.
Hon ligger begravd på Lidingö kyrkogård.

## Etnografika
Etnografiska museet i Stockholm innehar 2 st föremålssamlingar med anknytning till Carolina Olivia Dorph. Båda samlingarna donerades till museet 1901 av antropologen Gustaf Retzius (1842-1919).
- 1895.01 (Retzius, Gustaf) - 10 st föremål från Japan och Kina, inköpta på auktion efter framlidne häradshövdingen Carl Dahlgren (1818-1894).[13]
- 1897.08 (Retzius, Gustaf) - 17 st föremål från Kongo, inköpta av Carolina Olivia Dorph, men samlade av dottern Ruth Walfridsson (1865-1950), som verkade som lärarinna och missionär i Kongo.[14]